# Хомич, Альбина Викторовна
Альби́на Ви́кторовна Хо́мич (24 августа 1976 года) — заслуженный мастер спорта России (тяжёлая атлетика), многократный чемпион России, чемпионка мира 2001 года, четырёхкратный чемпион Европы.

## Карьера
Уроженка Иркутской области. Окончив школу в пгт Куйтун, переехала в Ангарск, где и начала заниматься тяжёлой атлетикой. Её тренером был заслуженный тренер России А.А. Стариков. Окончила училище олимпийского резерва города Ангарск. С 1995 года в сборной России.
Победитель четырёх (1995, 1996, 2001, 2003), серебряный призёр двух (1997, 1999), бронзовый призёр двух (2000, 2002) чемпионатов Европы.
Победитель (2001), вице-чемпион (2002, 2003), бронзовый призёр (1994) чемпионата мира.
Серебряный призёр Игр доброй воли 2001.
Имеет звание Заслуженный мастер спорта России по тяжёлой атлетике.
Является действительным членом общественного совета при начальнике ГУФСИН России по Иркутской области.
В настоящее время занимается общественной деятельностью. Под её началом учреждены и проводятся соревнования по силовому экстриму в исправительной колонии №3 ГУФСИН России по Иркутской областью, ежегодная спартакиада в детской воспитательной колонии, а также ряд других спортивных мероприятий.